# Sri Wangi Ulu
Sri Wangi Ulu is een bestuurslaag in het regentschap Ogan Komering Ulu van de provincie Zuid-Sumatra, Indonesië. Sri Wangi Ulu telt 2214 inwoners (volkstelling 2010).